# Clément Berthet
Clément Berthet (Pierre Bénite, Francia, 2 de agosto de 1997) es un ciclista profesional francés que compite con el equipo Decathlon AG2R La Mondiale Team.

## Palmarés
- Todavía no ha conseguido victorias como profesional.

## Resultados en Grandes Vueltas
| Carrera | Carrera         | 2021 | 2022 | 2023 | 2024 | 2025 |
| ------- | --------------- | ---- | ---- | ---- | ---- | ---- |
|         | Giro de Italia  | —    | —    | —    | —    | —    |
|         | Tour de Francia | —    | —    | 25.º | —    | 36.º |
|         | Vuelta a España | —    | —    | —    | 20.º | —    |

—: no participa
Ab.: abandono

## Equipos
- Team Delko (01.01.2021-31.07.2021)
- AG2R (01.08.2021-)
  - AG2R Citroën Team (2021-2023)
  - Decathlon AG2R La Mondiale Team (2024-)